# Klooster (Drenthe)
Klooster is een buurtschap in de gemeente Coevorden, provincie Drenthe (Nederland). De buurtschap ligt ingeklemd tussen de N34 waar deze kruist met de N377 en Coevorden.
De naam zou afkomstig zijn van het 13e-eeuwse klooster Beate Maria in Campis, dat na de verhuizing in 1258 werd omgevormd tot het adellijke Huis ten Clooster.

## Bezienswaardigheden
- Molen De Arend

Plaatsen: Aalden · Achterste Erm · Benneveld · Coevorden · Dalen · Dalerpeel · Dalerveen · De Kiel · Diphoorn · Eldijk · Erm · Gees · Geesbrug · 't Haantje · Holsloot · Langerak · Meppen · Nieuwe Krim · Nieuwlande (deels) · Noord-Sleen · Oosterhesselen · Schoonoord · Sleen · Steenwijksmoer · Stieltjeskanaal · Veenhuizen · Wachtum · Wezup · Wezuperbrug · Zweeloo · Zwinderen

Overige: Ballast · De Haar · De Mars · Den Hool · Kibbelveen · Klooster · Padhuis · Pikveld · Schimmelarij · Vlieghuis · Weijerswold

Drenthe: Steden en dorpen      Nederland: Provincies · Gemeenten